# 耳穴
耳穴（じけつ）とは、ポール・ノジェが考案した耳鍼で使う経穴である。

## 耳穴

### 耳輪脚

#### 横隔膜、隔
取穴部位：耳輪脚

### 耳輪

#### 直腸下部
取穴部位：耳輪の起点

#### 尿道
取穴部位：対輪下脚下縁と平行する耳輪の部位

#### 外生殖器
取穴部位：対輪下脚上縁と平行する耳輪の部位

#### 耳尖
取穴部位：耳輪の最高点

#### 耳輪1、耳輪2、耳輪3、耳輪4、耳輪5、耳輪6
取穴部位：耳輪結節から耳垂下縁まで5等分し、6刺激点とする

### 舟状窩

#### 手指
取穴部位：耳介結節より上の舟状窩のところ

#### 手根関節
取穴部位：耳介結節と平行となる舟状窩のところ

#### 肘関節
取穴部位：手根関節点と肩関節点との間

#### 肩
取穴部位：耳前切痕と平行となる舟状窩のところ

#### 肩関節
取穴部位：肩点と鎖骨点との間

#### 鎖骨
取穴部位：耳輪尾と平行となる舟状窩のところ

### 対輪上脚

#### 足指
取穴部位：対輪上脚の最上方

#### 足根関節
取穴部位：対輪上脚の内上方

#### 膝関節
取穴部位：対輪下脚下縁と平行となる対輪上脚のところ

### 対輪下脚

#### 臀部
取穴部位：対輪下脚の外側

#### 坐骨神経
取穴部位：対輪下脚の中央

#### 交感神経
取穴部位：対輪下脚の内側

### 対輪

#### 腹部、腹1、腹2
取穴部位：対輪下脚と平行となる対輪のところ

#### 胸部、胸
取穴部位：耳前切痕と平行となる対輪のところ

#### 頚部、頚
取穴部位：対輪の下端

#### 脊椎（仙椎、腰椎、胸椎、頚椎）
取穴部位：対輪を4等分し、上から頚椎点、胸椎点、腰椎点、仙椎点を区分する

### 三角窩

#### 神門
取穴部位：対輪上、下脚の分岐点

#### 子宮
取穴部位：三角窩の陥凹部

#### 股関節
取穴部位：

### 耳甲介舟

#### 膀胱
取穴部位：耳甲介舟の前端、対輪下脚の下方

#### 前立腺
取穴部位：

#### 腎
取穴部位：膀胱点の下方、対輪下脚の下方

#### 胆嚢、胆、膵臓
取穴部位：腎点の後、対輪の下方

#### 大腸、小腸
取穴部位：膀胱点の下方、耳輪脚の上方

#### 十二指腸
取穴部位：

#### 胃、脾
取穴部位：耳輪脚頭の周囲

#### 肝
取穴部位：胃点の後方

#### 垂体
取穴部位：

### 耳甲介腔

#### 口
取穴部位：外耳道の近く

#### 心
取穴部位：耳甲介腔の中央

#### 肺
取穴部位：耳甲介腔の中央

#### 気管
取穴部位：心点と口点との間

#### 内分泌
取穴部位：耳甲介腔の下方

#### 三焦
取穴部位：肺点と内分泌点との間

#### 膝点
取穴部位：耳介上部の対輪の下脚と上脚の交わるところ

### 耳珠

#### 珠尖
取穴部位：耳珠上縁

#### 咽喉
取穴部位：耳珠内側の上方

#### 鼻
取穴部位：耳珠外側の中央

#### 鼻腔
取穴部位：耳珠内側の下方

#### 飢点、渇点
取穴部位：

#### 副腎
取穴部位：耳珠下縁

### 耳甲介腔外縁

#### 平喘
取穴部位：耳甲介腔下方の外側縁

#### 脳点
取穴部位：平喘点の下方

#### 脳幹
取穴部位：平喘点、脳点の外側

#### 皮質下
取穴部位：脳点の下方

#### 睾丸、卵巣
取穴部位：対珠の上方

#### 額点
取穴部位：対珠外上方

### 耳垂

#### 眼1、眼2
取穴部位：対珠下方の両側

#### 下顎
取穴部位：珠間切痕の近く

#### 歯1
取穴部位：耳垂Ⅰ区

#### 上顎
取穴部位：耳垂Ⅵ区

#### 歯2
取穴部位：耳垂Ⅳ区

#### 眼
取穴部位：耳垂Ⅴ区

#### 内耳
取穴部位：耳垂Ⅵ区

#### 扁桃体
取穴部位：耳垂Ⅷ区

### 耳背

#### 降圧溝
取穴部位：耳背軟骨隆起の前縁と耳輪との間

#### 上背
取穴部位：耳背軟骨隆起の上方

#### 中背
取穴部位：耳背軟骨隆起の中央

#### 下背
取穴部位：耳背軟骨隆起の下方

#### 迷根
取穴部位：耳介と乳様突起との境目